# Пронакт
Пронакт је у грчкој митологији био син Талаја и Лисимахе.

## Митологија
Према Аполодору, био је отац Ликурга и Амфитеје. Према неким изворима, немејске игре су установљене у његову част. Такође се наводи да га је Амфијарај убио због борбе око власти у Аргосу, којим су тада владале три породице, што је узроковало да Адраст, Пронактов брат, побегне код свог деде у Сикион.